# Žabouste
Žabouste (lat. Podargidae) su porodica ptica. Sastavljena je od tri roda i četrnaest vrsta. Nastanjene su na području od Indijskog potkontinenta preko jugoistočne Azije do Australije i Nove Gvineje. Staništa su im tropske i suptropske šume.

## Opis
Među spolovima nije izražen spolni dimorfizam. Usta su žaboustama vrlo velika, a kljun je savijen prema dolje. Perje je uglavnom obojeno smeđom, crnom i žutom bojom, što im omogućuje dobru kamuflažu među granama drveća.
Tijekom dana odmaraju na drvetu. Krila su im kratka i zaobljena, te nisu vješti letači. Hranu traže samostalno ili u paru. Hrane se kukcima, paucima i drugim beskralježnjacima, te manjim gmazovima i sisavcima.

## Vanjske poveznice
- Video zapisi - Internet Bird Collection
- Šrilanska žabousta u južnoj Indiji  Arhivirana inačica izvorne stranice od 22. travnja 2012. (Wayback Machine)